# Ngái (peuple)

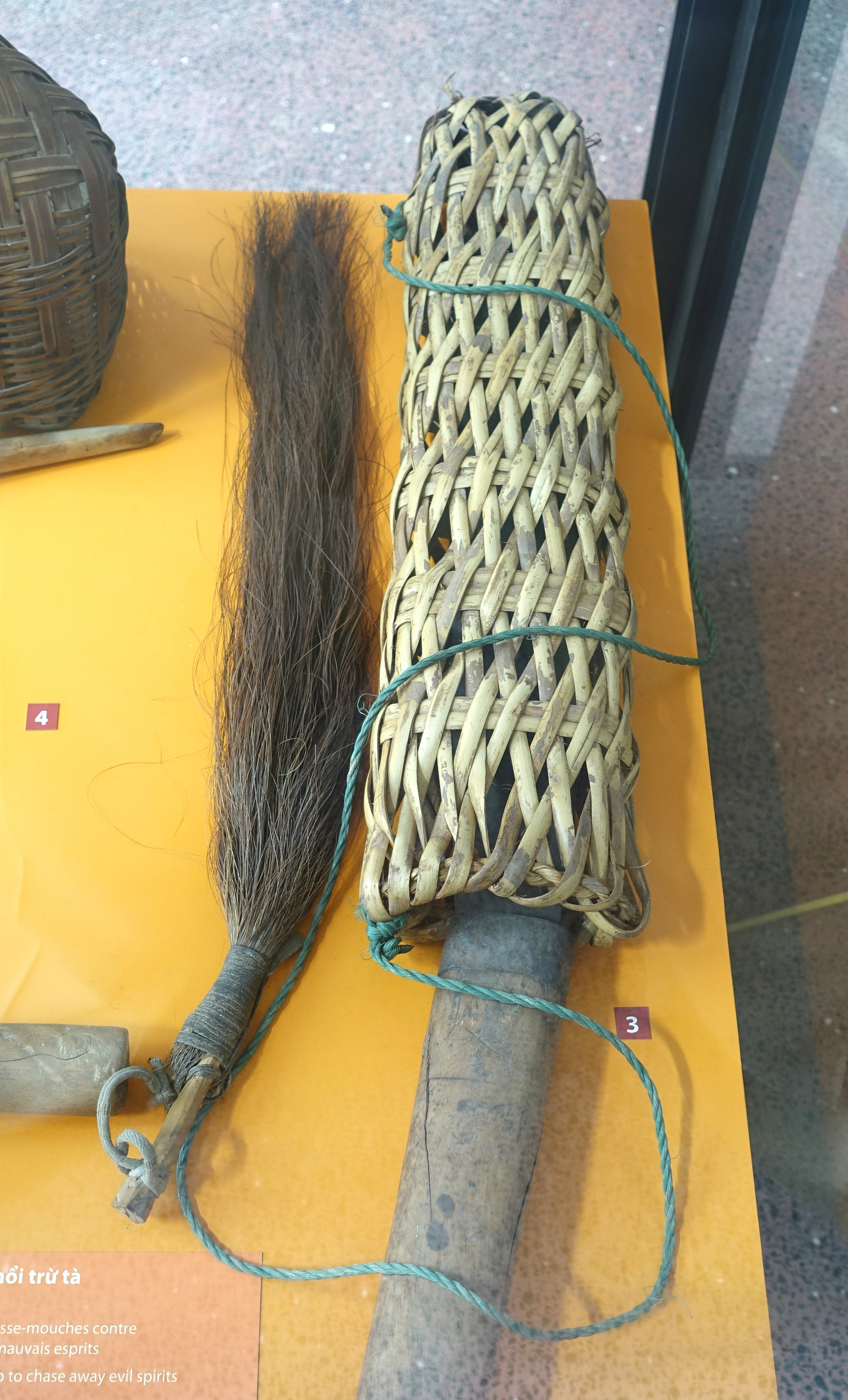
Fouet et couteau dans son fourreau

Les Ngái (vietnamien : Người Ngái) sont des Hakka du Vietnam et de pays d'Asie du Sud-Est. 
Ils sont originaires de Chine.
Les Ngái parlent le chinois hakka, mais le gouvernement vietnamien ne les classe pas parmi les Hoa (minorité chinoise au vietnam). 
En 1999, la population des Ngái était de 4841 en 1999 et de 1035 en 2009.